# Smiths Grove
Smiths Grove – miasto w Stanach Zjednoczonych, w stanie Kentucky, w hrabstwie Warren.